# Kepler-8 b
Kepler-8 b (KOI-10.01) est une planète extrasolaire (exoplanète) confirmée en orbite autour de l'étoile Kepler-8, dans la constellation de la Lyre. Elle a été découverte par la mission Kepler le 17 janvier 2010.